# Lac Revelstoke
Pour les articles homonymes, voir Revelstoke.
Le lac Revelstoke (Lake Revelstoke) est un lac de barrage près de Revelstoke et au sud de Mica Creek en Colombie-Britannique, au Canada. Il est créé par le barrage de Revelstoke.